# Angerona fuscaria
Angerona fuscaria là một loài bướm đêm trong họ Geometridae.